# Шоде де Силан, Шанталь
Шанталь Шоде де Силан (фр. Chantal Chaudé de Silans; 9 марта 1919, Версаль — 5 мая 2001, Грас) — французская шахматистка, почётный гроссмейстер (1990).
Руководитель шахматного клуба «Каисса» в Париже. Многократная чемпионка Франции (впервые в 15 лет). Участница многих мужских чемпионатов страны. В составе команды Франции участница 9-й мужской (1950) и 1-й женской (1957; 1-я доска) олимпиад. В чемпионате мира (1949—1950) — 5—7-е места. Участница турниров претенденток: Москва (1952 и 1955) — 8—10-е и 10—13-е; Врнячка-Баня (1961) — 12—14-е места. Международный мастер с 1950 года. Почётное гроссмейстерское звание присвоено в 1990 году за прошлые заслуги.